# Hangender Stein (Hangendensteinpass)

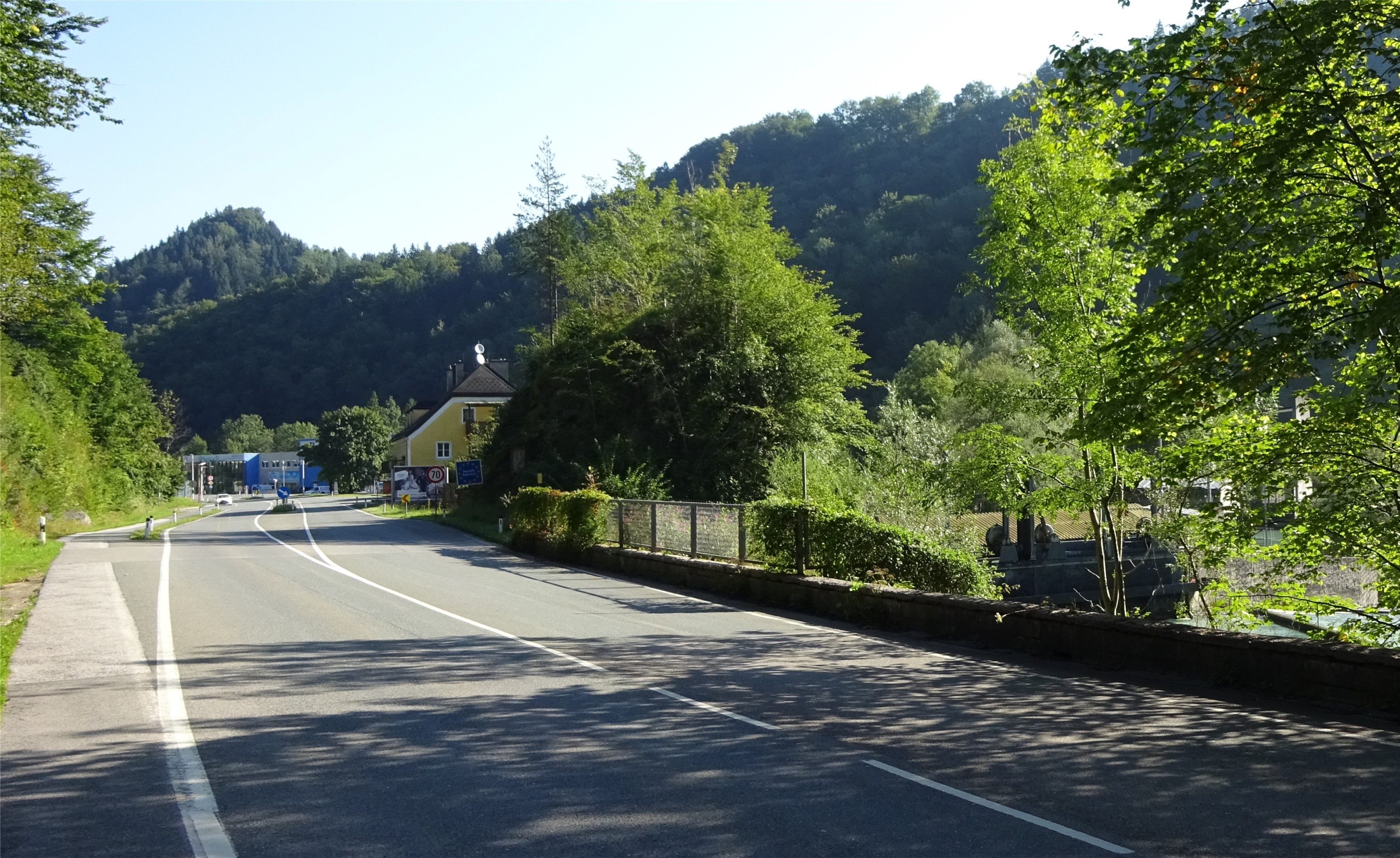
Felsenrest des Hangenden Steins Richtung Salzburg (siehe Bildmitte vor ehemaligem österreichischem Zollhaus); rechts davor hinter den Blättern das Wehr des Almkanals

Der Hangende Stein vor dem sich nach Osten erstreckenden, mit ihm aber nicht verbundenen Kienbergkopf (Untersbergmassiv) war ein Felsvorsprung, dessen Lage nahe der Berchtesgadener Ache eine natürliche Engstelle bzw. einen Talpass erzeugt hatte. Er war namensgebend für den an ihm vorbeiführenden Hangendensteinpass, der bereits ab dem 12. Jahrhundert durch einen befestigten Grenzübergang zwischen unterschiedlichen Herrschaftsgebieten gesichert wurde und seit Ende des Zweiten Weltkriegs als Grenzübergang Hangendenstein zwischen Deutschland und Österreich dient. Von dem einstigen Felsen selbst existiert heute nur noch ein kleiner sichtbarer Rest.

## Lage
Zum Rest des Hangenden Steins führen von deutscher Seite aus die Bundesstraße 305, die davor zuletzt die Gemeinde Marktschellenberg bzw. den Schellenberger Forst durchquert, von österreichischer Seite aus die nur 3 km lange Berchtesgadener Straße (B 106), die davor von der Anschlussstelle Salzburg Süd der Tauern Autobahn (A 10) aus den Ortsteil Hangendenstein der Gemeinde Grödig durchquert und am Hangenden Stein selbst endet. Vom Schellenberger Forst Richtung Grödig kommend, liegt der Felsblock mit dem etwa mittig davor angebrachten Europaschild rechter Hand direkt neben der Straße.

## Geologie
Der 1939 abgebrochene Felsvorsprung des Hangenden Steins war durch unterkretazische mergelige Sandsteine und kalkige Mergelsteine mit Hornsteineinlagerungen der Unteren Roßfeld-Formation aufgebaut worden. Damit gehört der Felsen strukturell nicht zum Untersbergmassiv, sondern – durch östlich des Felsens in Nord-Süd-Richtung verlaufende tektonische Störungen vom Untersbergmassiv getrennt – zu den das Roßfeld aufbauenden Gesteinsformationen in der Umrandung der Berchtesgadener Decke. Die klastischen Gesteine wurden während der Unterkreide in einem tektonisch beeinflussten Sedimentationsbecken abgelagert. Die Typlokalität der Unteren Roßfeld-Formation ist an der Roßfeldhöhenringstraße aufgeschlossen und dort als Geotop ausgewiesen.

## Eisenbahntunnel und Abbruch des Felsens 1939
Zwischen 1907 und 1938 gab es am Grenzübergang Hangendenstein auch einen Bahnhof der erst dampf-, ab 1908 elektrisch betriebenen Lokalbahnen Berchtesgaden–Hangender Stein und Salzburg–Hangender Stein, für die durch den Hangenden Stein ein Tunnel angelegt worden war. Der Tunnel wurde 1939 für einen geplanten zweigleisigen Ausbau komplett abgebrochen. Von dem Gleisausbau wurde jedoch während des Zweiten Weltkriegs Abstand genommen, stattdessen nutzte man die freigewordene Fläche für den Bau der heutigen Straßentrasse. Vom Hangenden Stein verblieben seither nur noch ein Felsblock direkt neben dem auf die Republik Österreich hinweisenden Europaschild sowie auf der anderen Straßenseite gegenüber eine breitere Abbruchkante des Felsens.

## Bildergalerie

Johann Faistenauer (1577/78–1643): Das Landt und Fürstliche Stifft Berchtolsgaden (1626) Kartenausschnitt: Rote Linie =  Grenzverlauf  Fürstpropstei Berchtesgaden – Fürsterzbistum Salzburg, li. u. der  „Hanget Stain“, Bildmitte rechts der „thurn“
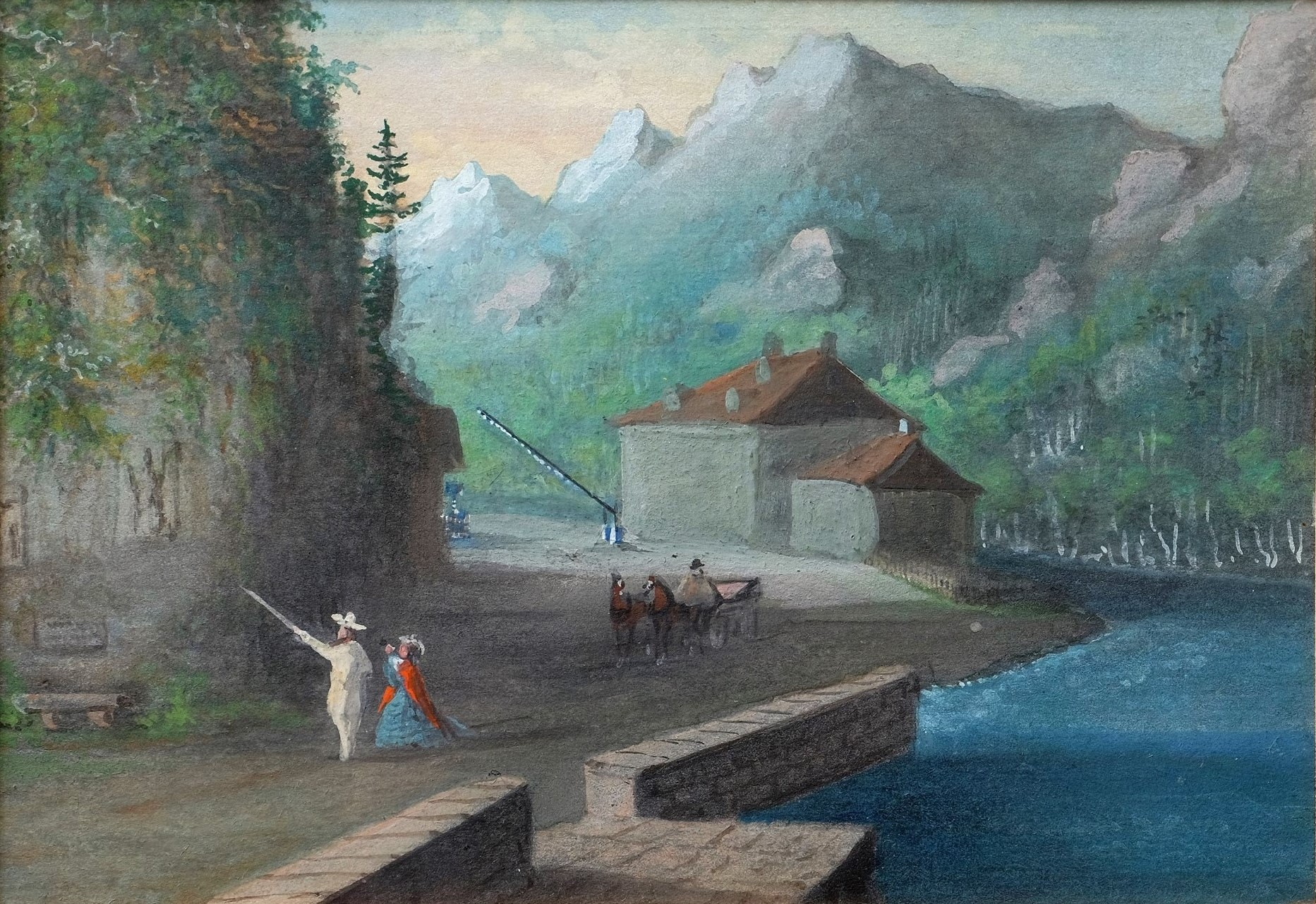
Hermann Reindel (1807–1888): Hangender Stein, re. dahinter die k.k. Mautstation (Aquarell vor 1851)
Eisenbahntunnel durch Hangenden Stein Richtung Salzburg vor Elektrifizierung der Strecke (ca. 1907), re. davon ursprünglicher Straßenverlauf sowie ein Wehr des Almkanals
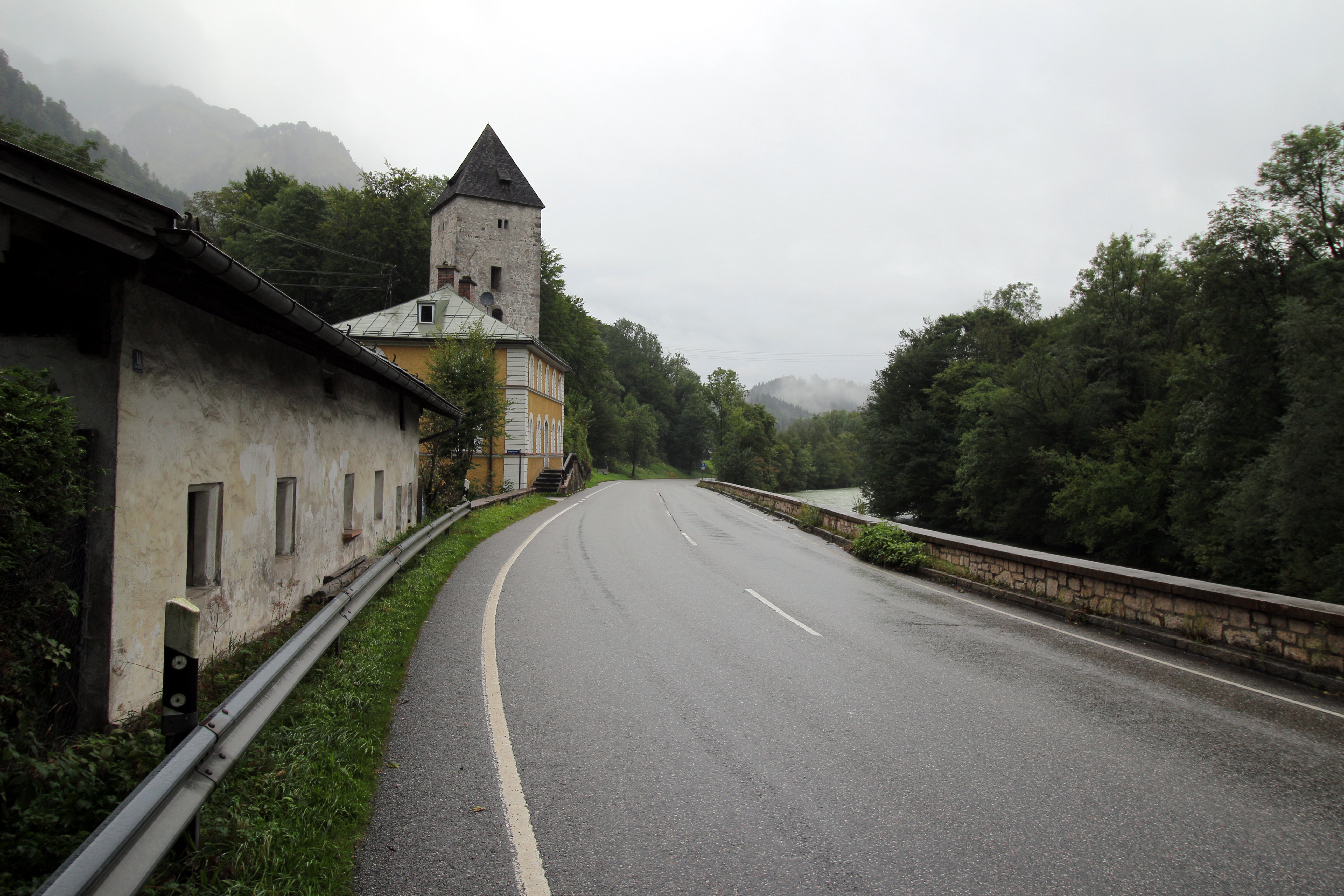
Schellenberger Turm mit ehem. Zollhaus (1937–1953) an der B 305 Richtung Salzburg. Rechts die Berchtesgadener Ache